# Васюківка (річка)
Васюківка — річка в Україні, у Краматорському й Бахмутському районах Донецької області. Ліва притока Бахмутки (права притока Сіверського Дінця).

## Опис
Довжина річки 15 км, похил річки 3,8  м/км, найкоротша відстань між витоком і гирлом — 14,42  км, коефіцієнт звивистості річки — 1,04  . Площа басейну водозбору 127  км². Річка формується притокою Копанкою, багатьма безіменними струмками та 9 загатами.

## Розташування
Бере початок на південно-східній околиці села Рай-Олександрівка. Тече переважно на південний схід через Никифорівку, Бондарне, Хромівку, Васюківку і у селі Сакко і Ванцетті впадає у річку Бахмутку, праву притоку Сіверського Дінця.
Населені пункти вздовж берегової смуги: Липівка, Федорівка Друга, Привілля, Залізнянське, Пазено, Федорівка.
Між селами Васюківка та Сакко і Ванцетті річку перетинає автошлях Т 0513.
Притоки: Копанка (права).